# Кладбище домашних животных: Кровные узы
«Кладбище домашних животных: Кровные узы» (англ. Pet Sematary: Bloodlines) — американский фильм ужасов о сверхъестественном режиссёра Линдзи Бир, для которой он стал режиссёрским дебютом. Основан на романе Стивена Кинга «Кладбище домашних животных» и является приквелом к киноадаптации романа 2019 года. В фильме снялись Джексон Уайт, Джек Малхерн, Натали Элин Линд, Форрест Гудлак, Изабелла Стар Лабланк, Пэм Гриер, Саманта Мэтис и Генри Томас.
После коммерческого успеха киноадаптации 2019 года продюсер Лоренцо ди Бонавентура заявил, что планирует выпустить приквел, объясняющий мифологию «Кладбища домашних животных». Съёмки начались в августе 2021 года. Премьера состоялась 6 октября 2023 года на стриминговой платформе Paramount+.

## Сюжет
В 1969 году молодой Джуд Крэндалл, мечтающий уехать из родного города Ладлоу, обнаруживает зловещие секреты местного кладбища. Он вместе со своими друзьями детства сталкивается с древним злом, захватившим Ладлоу.

## В ролях
- Джексон Уайт[англ.] — Джад Крэндэлл
- Натали Элин Линд — Норма
- Пэм Гриер— Марджори Уошберн
- Джек Малхерн[англ.] — Тимми Бэйтермэн
- Форрест Гудлак — Мэнни
- Изабелла Стар Лабланк — Донна
- Саманта Мэтис — Кэти Крэндэлл
- Генри Томас — Дэн Крэндалл
- Дэвид Духовны — Билл Бэйтермэн

## Производство
В марте 2019 года продюсер Лоренцо ди Бонавентура заявил, что приквел к «Кладбищу домашних животных» (2019 года) будет возможен, если фильм станет успешным в прокате.
В мае 2019 года сценарист Джефф Бюлер заявил, что с ним провели предварительные переговоры о продолжении, отметив, что существует множество идей о мифологии города, ритуалах, на которых присутствуют дети, мифах микмаки, о вендиго, о кладбище и его происхождении, об истории Джада Крэндэлла. Однако он не знает, какие именно из этих идей могут попасть в фильм. Фильм был официально анонсирован в феврале 2021 года, а Бюлер и Бонавентура стали его сценаристом и продюсером. В мае 2021 года стало известно, что режиссёром станет Линдзи Бир.
В июне 2021 года Джексон Уайт был утверждён на роль молодого Джада Крэндэлла. В следующем месяце к актёрскому составу добавилась Пэм Гриер. Съёмки фильма начались в Монреале в августе 2021 года.

## Премьера
«Кладбище домашних животных: Кровные узы» вышел 6 октября 2023 года на стриминговой платформе Paramount+ в США, Канаде, Бразилии и в странах Латинской Америки, а на следующий день — в остальных странах.

## Восприятие
На сайте-агрегаторе Rotten Tomatoes фильм имеет рейтинг 22 % на основании 58 рецензий критиков со средним баллом 4,4 из 10. На сайте-агрегаторе Metacritic оценка фильма составляет 31 балл из 100 возможных на основании 10 обзоров критиков, что соответствует «в целом негативным» оценкам.